# Echinopsis calliantholilacina
Echinopsis calliantholilacina ist eine Pflanzenart aus der Gattung Echinopsis in der Familie der Kakteengewächse (Cactaceae). Das Artepitheton calliantholilacinus leitet sich von den griechischen Worten kallos für ‚Schönheit‘ sowie lilacinus für ‚lilienfarben‘ ab.

## Beschreibung
Echinopsis calliantholilacina wächst in der Regel einzeln. Die kugelförmigen, graugrünen Triebe erreichen bei Durchmessern von 6 bis 9 Zentimetern Wuchshöhen von 3 bis 4 Zentimeter. Der Triebscheitel ist etwas niedergedrückt. Es sind zehn bis zwölf Rippen vorhanden, die in beilförmige Höcker gegliedert sind. Die darauf befindlichen elliptischen Areolen sind grau und stehen bis zu 1,5 Zentimeter voneinander entfernt. Die aus ihnen entspringenden grauen Dornen sind braun gespitzt. Der einzelne pfriemliche Mitteldorn ist aufwärts gerichtet, einwärts gebogen und 1,5 bis 2 Zentimeter lang. Die sieben bis neun gebogenen Randdornen sind etwas krallig und liegen an der Trieboberfläche an. Sie weisen eine Länge von 0,8 bis 1,5 Zentimeter auf.
Die hell magentafarbenen bis nahezu weißen Blüten erscheinen seitlich an den Trieben und öffnen sich in der Nacht. Sie werden bis zu 15 Zentimeter lang.

## Verbreitung und Systematik
Echinopsis calliantholilacina ist im bolivianischen Departamento Chuquisaca in der Nähe der Hauptstadt Sucre in Höhenlagen um 2700 Meter verbreitet.
Die Erstbeschreibung durch Martín Cárdenas wurde 1965 veröffentlicht.

## Nachweise